# World Championship Tour 2003
Cet article présente la saison 2003 du Championnat du monde de surf.

## Palmarès détaillé 2003

### 2003 Hommes

#### Calendrier
| Date                     | Lieu                                | Pays                | Compétition               | Vainqueur      |
| ------------------------ | ----------------------------------- | ------------------- | ------------------------- | -------------- |
| 4 mars-16 mars           | Gold Coast, Queensland              | Australie           | Quiksilver Pro            | Dean Morrison  |
| 16 avril-26 avril        | Bells Beach, Victoria               | Australie           | Rip Curl Pro Surf         | Andy Irons     |
| 6 mai-18 mai             | Teahupoo, Tahiti                    | Polynésie française | Billabong Pro Teahupoo    | Kelly Slater   |
| 25 mai-6 juin            | Tavarua                             | Fidji               | Quiksilver Pro            | Andy Irons     |
| 18 juin-29 juin          | Niijima Island                      | Japon               | Quiksilver Pro Japan      | Andy Irons     |
| 15 juillet-25 juillet    | Jeffreys Bay                        | Afrique du Sud      | Billabong Pro Jeffreys    | Kelly Slater   |
| 4 septembre-13 septembre | Trestles, Californie                | États-Unis          | Boost Mobile Pro of Surf  | Richard Lovett |
| 30 septembre-11 octobre  | Côte du Sud-Ouest                   | France              | Quiksilver Pro France     | Andy Irons     |
| 12 octobre-24 octobre    | Mundaka, Communauté autonome basque | Espagne             | Billabong Pro             | Kelly Slater   |
| 27 octobre-4 novembre    | Florianópolis, Santa Catarina       | Brésil              | Nova Schin Festival       | Kelly Slater   |
| 24 novembre-7 décembre   | Sunset Beach, Oahu                  | États-Unis          | Rip Curl Hawaï            | Jake Paterson  |
| 8 décembre-20 décembre   | Banzai Pipeline, Oahu               | États-Unis          | Rip Curl Pipeline Masters | Andy Irons     |

### Classement
| Classement | Nom               | Pays       | Points | Nombre d'épreuves | Remarque |
| ---------- | ----------------- | ---------- | ------ | ----------------- | -------- |
| 1          | Andy Irons        | États-Unis | 8964   | 12                |          |
| 2          | Kelly Slater      | États-Unis | 8544   | 11                |          |
| 3          | Taj Burrow        | Australie  | 7344   | 12                |          |
| 4          | Mick Fanning      | Australie  | 7080   | 12                |          |
| 5          | Joël Parkinson    | Australie  | 6972   | 12                |          |
| 6          | Kieren Perrow     | Australie  | 6480   | 12                |          |
| 7          | Taylor Knox       | États-Unis | 6000   | 12                |          |
| 8          | Michael Lowe      | Australie  | 5820   | 12                |          |
| 9          | Cory Lopez        | États-Unis | 5814   | 12                |          |
| 10         | Dean Morrison     | Australie  | 5778   | 12                |          |
| 11         | Jake Paterson     | Australie  | 5772   | 12                |          |
| 12         | Shea Lopez        | États-Unis | 5568   | 11                |          |
| 13         | Phillip MacDonald | Australie  | 5436   | 12                |          |
| 14         | Damien Hobgood    | États-Unis | 5352   | 12                |          |
| 15         | Daniel Wills      | Australie  | 5304   | 12                |          |
| 16         | Mark Occhilupo    | Australie  | 5292   | 12                |          |
| 17         | Richard Lovett    | Australie  | 5220   | 11                |          |
| 18         | Luke Egan         | Australie  | 5040   | 12                |          |
| 19         | C.J. Hobgood      | États-Unis | 5004   | 6                 |          |
| 20         | Guilherme Herdy   | Brésil     | 4992   | 12                |          |
| 20         | Kalani Robb       | États-Unis | 4992   | 11                |          |
| 22         | Victor Ribas      | Brésil     | 4836   | 12                |          |
| 23         | Beau Emerton      | Australie  | 4812   | 10                |          |
| 24         | Nathan Hedge      | Australie  | 4692   | 12                |          |
| 24         | Trent Munro       | Australie  | 4692   | 12                |          |
| 26         | Paulo Moura       | Brésil     | 4680   | 12                |          |
| 26         | Peterson Rosa     | Brésil     | 4680   | 12                |          |
| 28         | Neco Padaratz     | Brésil     | 4620   | 11                |          |
| 29         | Mick Campbell     | Australie  | 4476   | 11                |          |
| 30         | Chris Davidson    | Australie  | 4440   | 12                |          |
| 31         | Luke Hitchings    | Australie  | 4188   | 12                |          |
| 31         | Flavio Padaratz   | Brésil     | 4188   | 11                |          |
| 31         | Shane Powell      | Australie  | 4188   | 12                |          |
| 34         | Lee Winkler       | Australie  | 4116   | 12                |          |
| 35         | Pat O'Connell     | États-Unis | 4068   | 9                 |          |
| 36         | Atmando Daltro    | Brésil     | 4056   | 11                |          |
| 37         | Luke Stedman      | Australie  | 3738   | 12                |          |
| 38         | Darren O'Rafferty | Australie  | 3732   | 11                |          |
| 39         | Shane Dorian      | États-Unis | 3624   | 7                 |          |
| 40         | Danilo Costa      | Brésil     | 3372   | 11                |          |
| 41         | Fabio Gouveia     | Brésil     | 3360   | 12                |          |
| 42         | Toby Martin       | Australie  | 3360   | 11                |          |
| 43         | Sunny Garcia      | États-Unis | 3216   | 2                 |          |
| 44         | Tim Curran        | États-Unis | 3168   | 11                |          |
| 45         | Nathan Webster    | Australie  | 3096   | 7                 |          |
| 45         | Tom Whitaker      | Australie  | 3096   | 12                |          |
| 47         | Ben Bourgeois     | États-Unis | 480    | 1                 |          |

### 2003 Femmes

#### Calendrier
| Date                    | Lieu                      | Pays                | Compétition            | Vainqueur         |
| ----------------------- | ------------------------- | ------------------- | ---------------------- | ----------------- |
| 4 mars-16 mars          | Gold Coast, Queensland    | Australie           | Roxy Pro               | Layne Beachley    |
| 27 avril-3 mai          | Tavarua                   | Fidji               | Roxy Pro               | Keala Kennelly    |
| 6 mai-18 mai            | Teahupoo, Tahiti          | Polynésie française | Billabong Pro Teahupoo | Keala Kennelly    |
| 30 septembre-11 octobre | Anglet, Landes            | France              | Roxy Pro               | Chelsea Georgeson |
| 8 décembre-20 décembre  | Honolua Bay, Maui, Hawaii | États-Unis          | Billabong Pro          | Layne Beachley    |

### Classement
| Classement | Nom                  | Pays           | Points | Nombre d'épreuves | Remarque |
| ---------- | -------------------- | -------------- | ------ | ----------------- | -------- |
| 1          | Layne Beachley       | Australie      | 3696   |                   |          |
| 2          | Keala Kennelly       | États-Unis     | 3516   |                   |          |
| 3          | Heather Clark        | Afrique du Sud | 3240   |                   |          |
| 4          | Chelsea Georgeson    | Australie      | 3060   |                   |          |
| 5          | Samantha Cornish     | Australie      | 2664   |                   |          |
| 6          | Trudy Todd           | Australie      | 2436   |                   |          |
| 7          | Sofia Mulanovich     | Pérou          | 2424   |                   |          |
| 8          | Lynette MacKenzie    | Australie      | 2220   |                   |          |
| 9          | Rochelle Ballard     | États-Unis     | 2052   |                   |          |
| 10         | Jacqueline Silva     | Brésil         | 2028   |                   |          |
| 11         | Melanie Redman-Carr  | Australie      | 2028   |                   |          |
| 12         | Pauline Menczer      | Australie      | 1824   |                   |          |
| 12         | Marie-Pierre Abgrall | France         | 1824   |                   |          |
| 14         | Megan Abubo          | États-Unis     | 1632   |                   |          |
| 15         | Kate Skarratt        | Australie      | 1452   |                   |          |
| 16         | Julia Christian      | États-Unis     | 1260   |                   |          |
| 17         | Prue Jeffries        | Australie      | 1080   |                   |          |